# Вища школа виконавських мистецтв у Братиславі

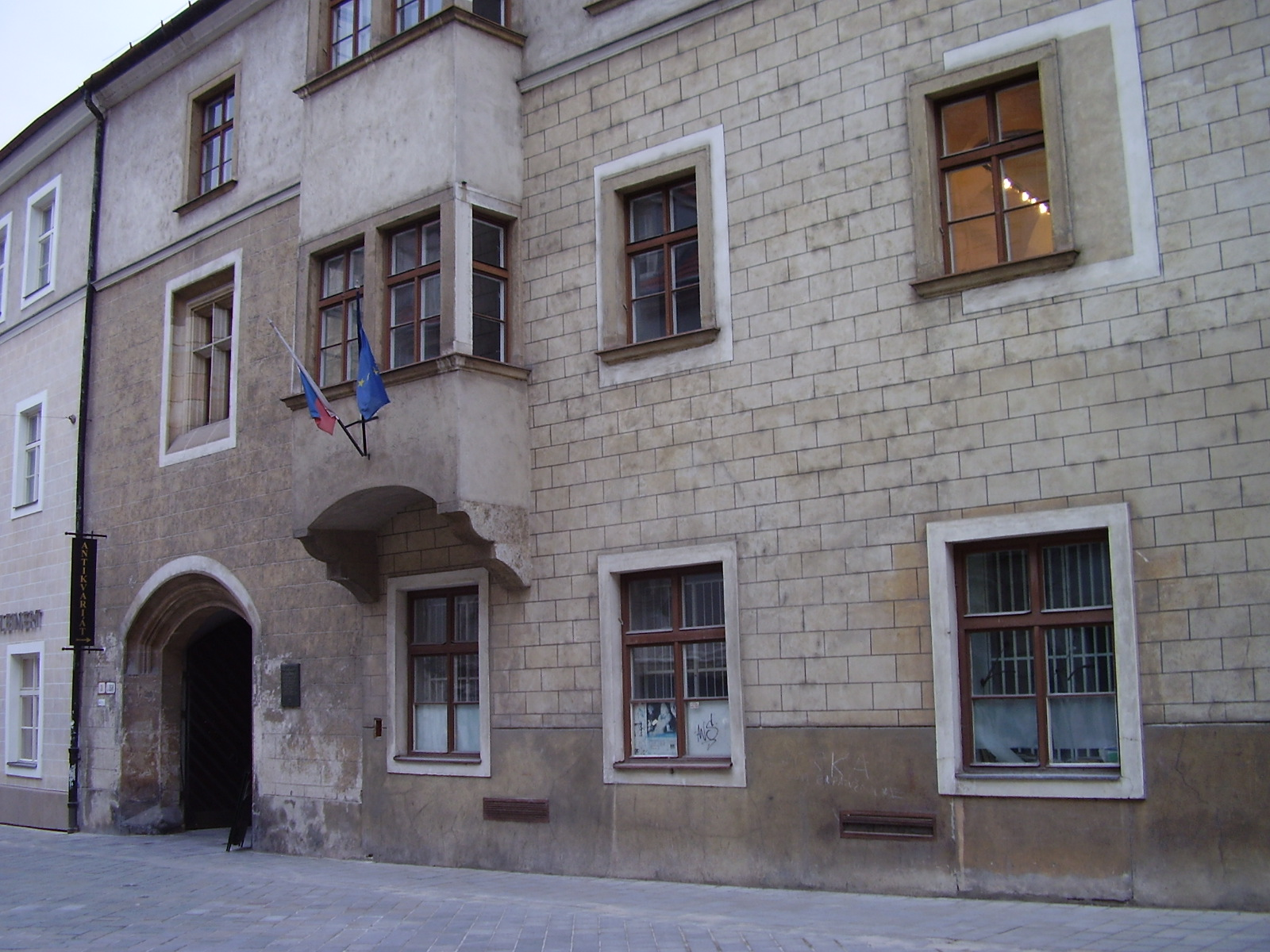
Вища школа виконавських мистецтв у Братиславі: сучасна будова на Ventúrskej ulici.

Вища школа виконавських мистецтв у Братиславі (словац. Vysoká škola múzických umení v Bratislave) — вищий навчальний заклад у Братиславі, створений 1949 року.
Університет складається з трьох факультетів:
- Театральний факультет (акторська майстерність, режисура, драматургія, декорації і костюми, ляльковий театр, театр теорії, театр управління)
- Факультет кіно і телебачення (режисура, документалістика, драматургія і сценарій, фотографії та композиції зображення, анімації, редагування, звуковий дизайн, виробництво, управління та бізнес, кіно і телебачення теорії)
- Факультет музики і танцю (композиція, оркестровка, теорія музики, голосу, режисура, інструментальна програма (16 спеціальностей), танці (6 спеціальностей)).